# Hydra (schaakcomputer)
Hydra was een schaakcomputer, ontwikkeld door een team van Christian Donninger, Ulf Lorenz, GM Christopher Lutz and Muhammad Nasir Ali.
Hydra was anno 2005 de sterkste schaakcomputer, wordt gezegd. Van 21 t/m 27 juni 2005 speelden Michael Adams en Hydra in Londen een wedstrijd bestaande uit zes partijen die door Hydra met 5,5 tegen 0,5 werd gewonnen. De FIDE-rating van Hydra werd, op basis van resultaten, boven de 3000 elo geschat.
Hydra is tot op heden nog nooit in een officiële toernooipartij door een menselijke schaakspeler verslagen. Het programma heeft slechts eenmaal tegen een ander schaakprogramma verloren. Dat was in 2004 tegen Shredder.
Het Hydra-project is in 2009 gestaakt.

## Architectuur
Hydra loopt momenteel op een Linux cluster van 64 nodes, met in een totaal 64 gigabyte aan RAM. 32 nodes zijn Xeon Intel processors die de zoekboom genereren en de 32 andere nodes bestaande uit programmeerbare (FPGA)-kaarten die stellingen waarderen. Momenteel zijn FPGA-kaarten ongeveer net zo snel als de hardwarematige kaarten die Deep Blue in 1996-1997 gebruikte. Elke FPGA-kaart kan ongeveer 100.000 stellingen per seconde doorzoeken. Het grote voordeel van FPGA boven hardwarematige kaarten is dat ze veel flexibeler van nieuwe kennis te voorzien zijn. 
Hydra evalueert zo'n 200 miljoen schaakstellingen per seconde. Dit is net zo veel als het oudere Deep Blue, dat veel meer rekenkracht ter beschikking had. Het programma kijkt gemiddeld 18 ply (9 zetten voor elke speler) vooruit. Dit is dieper dan Deep Blue, dat gemiddeld 12 ply diep zocht. 
Hydra's zoekalgoritme maakt gebruik van alpha-beta-snoeiing en ook de null-move heuristiek. De extra zoekdiepte, in vergelijking met Deep blue, wordt met name gehaald uit de zogenaamde type B forward pruning. 
Hydra staat fysiek in Abu Dhabi en wordt meestal op afstand bediend.

## Openingsboek
Het openingsboek van Hydra is gemaakt door de Duitse grootmeester Christopher Lutz. Het openingsboek is in vergelijking met andere programma's vrij klein en gebaseerd op schaakmeesterpartijen, omdat het programma op eigen kracht vaak betere zetten vinden kan.

## Resultaten
- okt 2004: Match tegen Ponomariov (2 uit 2)
- feb 2005: 1e 14th IPCCC (International Paderborn Computer Chess Championships) (8 uit 9)
- jun 2005: Match tegen Adams (5,5 uit 6)
- apr 2006: 1e PAL/CSS Freestyle Chess Tournament (5,5 uit 7)
- jun 2006: 5e PAL/CSS Freestyle Chess Main Tournament